# Gare de Mezloug
La gare de Mezloug est une ancienne gare ferroviaire algérienne située sur le territoire de la commune de Mezloug, dans la wilaya de Sétif.

## Situation ferroviaire
La gare est située au nord-est de la ville de Mezloug, sur la ligne d'Alger à Skikda où elle est précédée de la gare de Hammam Ouled Yelles et suivie de celle de Sétif.

## Service des voyageurs

### Desserte
En 2023, la gare n'est pas desservie par les trains de la Société nationale des transports ferroviaires.